# Arne Sneli
Arne Sneli (* 27. Januar 1980) ist ein ehemaliger norwegischer Skispringer.
Sein erstes Weltcup-Springen bestritt Sneli am 11. Januar 1998 in Ramsau am Dachstein. Mit Platz 49 konnte er jedoch keine Weltcup-Punkte erreichen. Da er auch in den folgenden Weltcup-Springen die Erwartungen nicht erfüllen konnte, startete er parallel im Continental Cup (COC). Im Weltcup konnte er am 27. Februar 2002 seine ersten und einzigen Weltcup-Punkte beim Springen von der Großschanze in Iron Mountain gewinnen. Am Ende lag er auf Platz 65 der Weltcup-Gesamtwertung. Im Continental Cup stand nach einer durchwachsenen Saison ein 43. Platz in der Gesamtwertung. In den folgenden zwei Jahren konnte er weder im Weltcup noch im Continental Cup mit der Weltspitze mithalten und beendete daher nach Abschluss der Continental-Cup-Saison 2001/02 seine aktive Skispringerkarriere im Alter von nur 22 Jahren.
Arne Sneli ist der Zwillingsbruder von Tore Sneli, der ebenfalls als Skispringer aktiv war.